# إيلي غولشميدت
إيلي غولشميدت هو محامي ووكيل نيابة ومقدم تلفزيوني وسياسي إسرائيلي، ولد في 17 أكتوبر 1953 في تل أبيب في إسرائيل. نشط حزبياً في حزب العمل الإسرائيلي. وقد انتخب عضو الكنيست ‏ (13 يوليو 1992 – 15 فبراير 2001).